# Thomas Degand
Thomas Degand (Ronse, Flandes Oriental, 13 de maig de 1986) és un ciclista belga, professional des del 2007. Actualment corre a l'equip Wanty-Groupe Gobert.

## Palmarès
- 2009
  - 1r a la Volta a la Província de Lieja i vencedor d'una etapa
- 2010
  - 1r a la Fletxa ardenesa
  - 1r al Circuit de Valònia
- 2014
  - Vencedor d'una etapa al Tour del Gavaudan Llenguadoc-Rosselló
- 2017
  - 1r al Tour del Jura

### Resultats al Tour de França
- 2017. 34è de la classificació general
- 2018. 54è de la classificació general